# ATC (M05)
Jest to część klasyfikacji anatomiczno-terapeutyczno-chemicznej:
- M – Układ mięśniowo-szkieletowy
  - M 01 – Leki przeciwzapalne i przeciwreumatyczne
  - M 02 – Leki do stosowania miejscowego w bólach stawów i mięśni
  - M 03 – Leki zwiotczające mięśnie
  - M 04 – Leki przeciw dnie
  - M 05 – Leki stosowane w chorobach układu kostnego
  - M 09 – Inne leki stosowane w zaburzeniach układu mięśniowo-szkieletowego

Obejmuje ona leki stosowane w chorobach układu kostnego:

## M 05 B – Leki wpływające na mineralizację kości
- M 05 BA – Bisfosfoniany
  - M 05 BA 01 – kwas etydronowy
  - M 05 BA 02 – kwas klodronowy
  - M 05 BA 03 – kwas pamidronowy
  - M 05 BA 04 – kwas alendronowy
  - M 05 BA 05 – kwas tiludronowy
  - M 05 BA 06 – kwas ibandronowy
  - M 05 BA 07 – kwas ryzedronowy
  - M 05 BA 08 – kwas zoledronowy
- M 05 BB – Bifosfoniany w połączeniach
  - M 05 BB 01 – kwas etydronowy i preparaty wapnia
  - M 05 BB 02 – kwas ryzedronowy i preparaty wapnia
  - M 05 BB 03 – kwas aledronowy i kolekalcyferol
  - M 05 BB 04 – kwas ryzedronowy, preparaty wapnia i kolekalcyferol
  - M 05 BB 05 – kwas aledronowy, preparaty wapnia i kolekalcyferol
  - M 05 BB 06 – kwas aledronowy i alfakalcydol
  - M 05 BB 07 – kwas ryzedronowy i kolekalcyferol
  - M 05 BB 08 – kwas zoledronowy, preparaty wapnia i kolekalcyferol
  - M 05 BB 09 – kwas ibandronowy  i kolekalcyferol
- M 05 BC – Morfogenetyczne białka kości
  - M 05 BC 01 – dibotermina α
  - M 05 BC 02 – eptotermina α
- M 05 BX – Inne
  - M 05 BX 01 – ipryflawon
  - M 05 BX 02 – chlorowodorotlenek glinu
  - M 05 BX 03 – ranelinian strontu
  - M 05 BX 04 – denosumab
  - M 05 BX 05 – burosumab
  - M 05 BX 06 – romosozumab
  - M 05 BX 07 – wosorytyd
  - M 05 BX 08 – menatetrenon
  - M 05 BX 53 – ranelinian strontu i kolekalcyferol